# João Carlos de Saldanha Oliveira e Daun

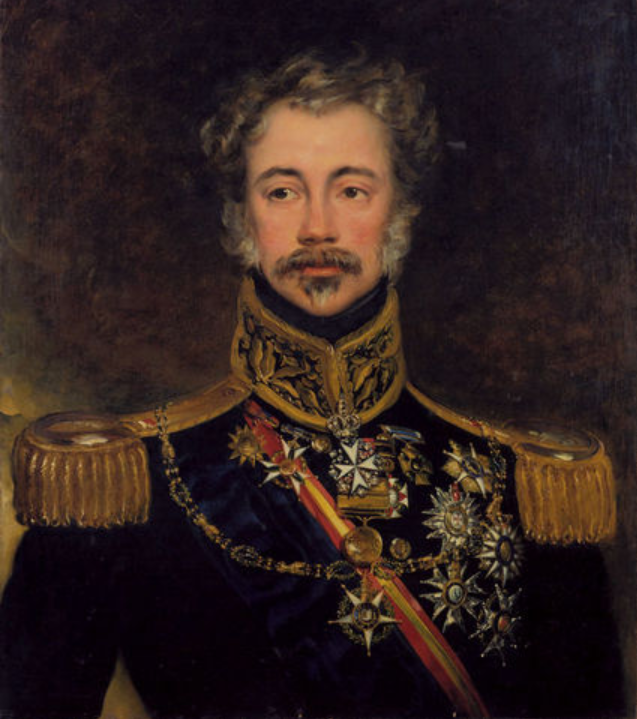
João Carlos Gregório Domingos Vicente Francisco de Saldanha Oliveira e Daun, 1. Graf, 1. Markgraf und 1. Herzog von Saldanha

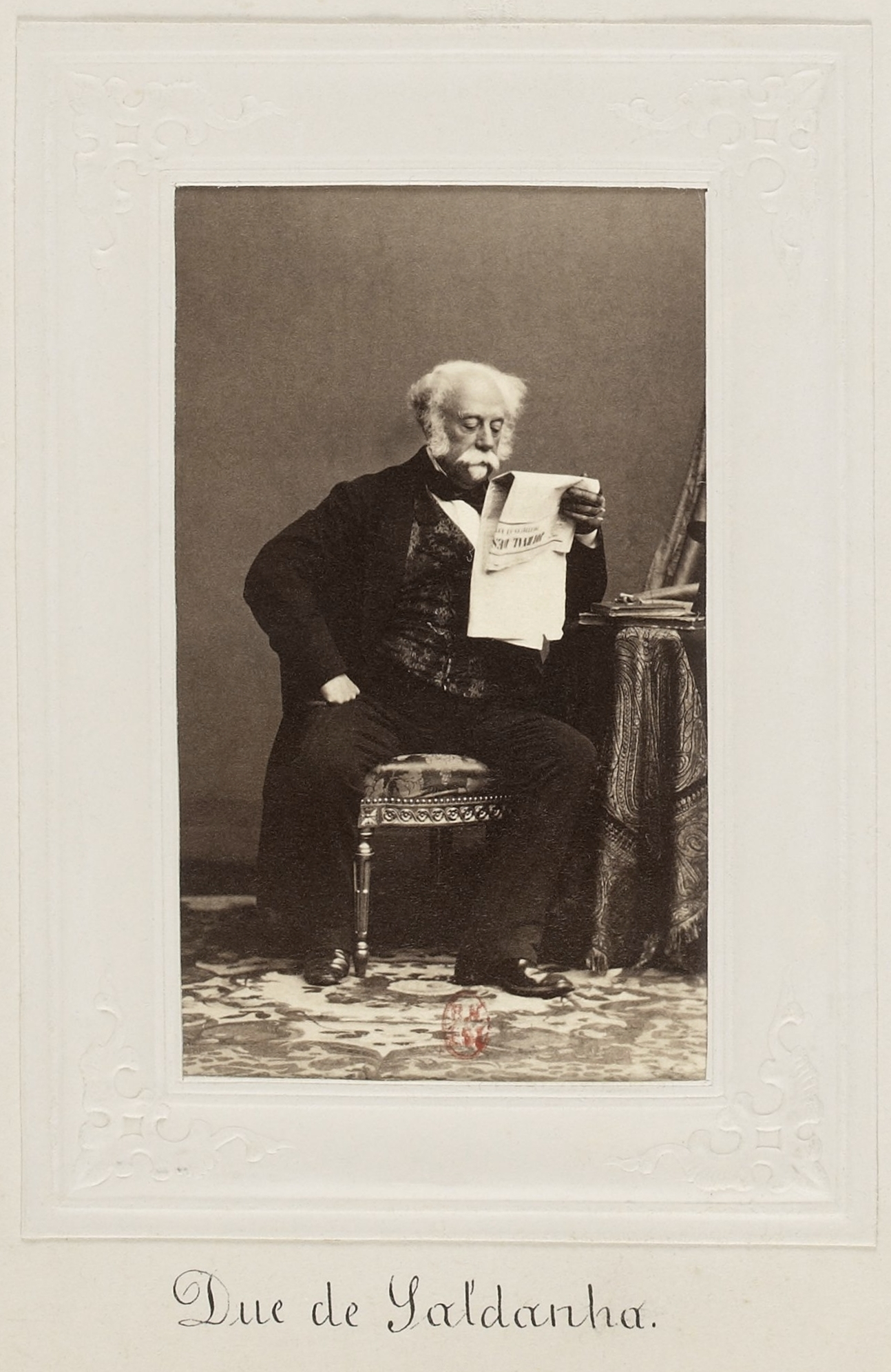
Herzog von Saldanha, ca. 1870

João Carlos Gregório Domingos Vicente Francisco de Saldanha Oliveira e Daun, 1. Graf, 1. Markgraf und 1. Herzog von Saldanha (* 17. November 1790 in Azinhaga, Portugal; † 21. November 1876 in London) war ein bedeutender liberaler portugiesischer Staatsmann und General, der über ein halbes Jahrhundert lang die Geschicke seines Landes wesentlich mitbestimmt hat.
Saldanha hatte mehrere Ministerposten inne, so war er Kriegs- (Ministro da Guerra), Außen- (Ministro dos Negócios Estrangeiros) und Schatzminister (Ministro dos Negócios da Fazenda). Er war insgesamt viermal (1835, 1846–1849, 1851–1856 sowie 1870) portugiesischer Premierminister.

## Leben
Saldanha war ein Sohn des 1. Grafen von Rio Maior, João Vicente de Saldanha Oliveira e Sousa Juzarte Figueira, und der Maria Amália de Carvalho Daun, einer Tochter des Sebastião José de Carvalho e Melo, des unter seinem Adelstitel „Marquês de Pombal“ berühmten Ministerpräsidenten aus der Zeit König Josephs I. Seine Mutter Maria Amália de Carvalho Daun stammte aus dem ursprünglich deutschen Adelsgeschlecht Daun, dessen Wappen die Herzöge von Saldanha noch heute führen.
1808 wurde Portugal von napoleonischen Truppen besetzt. Die königliche Familie floh daraufhin nach Brasilien, Rio de Janeiro wurde ihre neue Residenz. Großbritannien sandte ein Expeditionsheer unter dem Befehl des späteren Herzogs von Wellington und William Carr Beresford. Es entspann sich ein bis 1811 dauernder Krieg zwischen den Franzosen einerseits und den Briten und den Überresten der portugiesischen Armee andererseits. Saldanha trat einem portugiesischen Verband bei, der auf Seiten der Briten gegen die Franzosen kämpfte. Während der Kampagne Beresfords zur Befreiung Portugals von den Franzosen zeichnete sich Saldanha mehrmals als außergewöhnlicher Befehlshaber aus.
Der Ruf Saldanhas als militärisches Genie war auch an den portugiesischen Hof nach Rio de Janeiro gedrungen. Nach Ende der napoleonischen Gefahr wurde Saldanha deshalb von Prinzregent Johann nach Brasilien gerufen, wo er 1815 eintraf. Brasilien war zu diesem Zeitpunkt gerade in einen militärischen Konflikt mit dem spanischen Vizekönigreich Río de la Plata (dem späteren Argentinien) um den Besitz Uruguays verwickelt. Saldanha wurde Befehlshaber der portugiesisch-brasilianischen Truppen. Es gelang ihm, Montevideo einzunehmen; der uruguayische Freiheitsheld Artigas musste ins Exil gehen. Mit 28 Jahren wurde Saldanha bereits zum General ernannt, nach Ende der Uruguay-Kampagne ernannte ihn Johann VI. zum Gouverneur von Rio Grande do Sul.
1821, nachdem in Portugal die liberale Revolution stattgefunden hatte, kehrte König Johann VI. nach Lissabon zurück. Seinen ältesten Sohn und Kronprinzen Peter ließ er als Regenten in Brasilien zurück. Peter erklärte 1822 die brasilianische Unabhängigkeit und nahm den Titel eines Kaisers von Brasilien an. Saldanha entschied sich, obwohl er ein enger Vertrauter Peters I. von Brasilien war, für Portugal, nahm seinen Abschied aus der neuen brasilianischen Armee und kehrte nach Portugal zurück.
1826 verstarb Johann VI. Kaiser Peter I. von Brasilien erbte so auch den portugiesischen Thron, den er als Peter IV. bestieg. Er ernannte Saldanha zum Militärbefehlshaber von Porto. Da Peter nicht bereit war, aus Brasilien nach Portugal zurückzukehren, ernannte er seine Schwester Isabella Maria zur Regentin für Portugal.
Hauptfrage der portugiesischen Innenpolitik dieser Zeit war, ob das Land absolutistisch oder als konstitutionelle Monarchie regiert werden sollte. Durch die französische Invasion waren auch die Ideale der französischen Revolution nach Portugal gekommen. Als Ergebnis der liberalen Revolution hatte das Land 1821 eine erste, liberale Verfassung bekommen, die allerdings 1824 widerrufen wurde. Seitdem forderten die Anhänger des Liberalismus, zu denen auch Saldanha gehörte, eine Rückkehr zum Konstitutionalismus. Peter IV. erhörte diese Forderungen und erließ 1826 eine neue Verfassung, die so genannte Charta. Allerdings waren die Regentin Isabella Maria und die sie umgebenden reaktionären Politiker gegen eine neue Verfassung und versuchten das Inkrafttreten der Charta zu verhindern. Saldanha benutzte die militärische Macht, die ihm sein Posten als Oberbefehlshaber in Porto gab, um die Regentin unter Druck zu setzen und sie zu zwingen, die Verfassung schließlich doch in Kraft treten zu lassen. Außerdem musste Isabella Maria akzeptieren, dass Saldanha als Kriegsminister in die Regierung eintrat. Er fungierte als liberaler Gegenpol zur reaktionär/absolutistisch eingestellten Regentin und den anderen Ministern der Regierung, die ebenfalls Anhänger des Absolutismus waren.
Es gelang Peter nicht, seine beiden Reiche gleichzeitig zu regieren. Er trat deshalb am 5. Mai 1826 nach nur zwei Monaten Herrschaft als portugiesischer König zurück, blieb aber brasilianischer Kaiser. In Portugal sollte ihm seine Tochter Maria II. auf den Thron folgen. Da diese zum Zeitpunkt der Abdankung ihres Vaters aber noch minderjährig war, wurde die Regentschaft zunächst verlängert.
Peter hatte noch einen jüngeren Bruder, den Prinzen Michael. Dieser teilte die antiliberale, reaktionäre Einstellung der Regentin. Er hatte bereits 1824 versucht, gegen den Willen seines Vaters, des damaligen Königs Johann VI., die absolute Monarchie in Portugal wieder einzuführen, war aber damals gescheitert und von Johann VI. ins österreichische Exil gezwungen worden. Peter wollte nun die beiden verfeindeten Zweige des Hauses Braganza wieder zusammenführen. Michael sollte dazu seine Nichte Maria heiraten, sobald diese im heiratsfähigen Alter war. Bis dahin sollte Michael das Land im Namen seiner Braut und Nichte als Regent verwalten.
Die Abdankung Peters und die erwartete Ankunft Michaels störten die reaktionären Kräfte um die Regentin in Lissabon. Saldanha konnte dem nichts entgegensetzen, auch weil er in den entscheidenden Monaten durch eine Krankheit geschwächt war. Isabella Maria entließ ihn deshalb als Kriegsminister, die Regierung verlor damit ihr einziges liberales Mitglied. Saldanha, resigniert über den Lauf der Entwicklung, begab sich in ein freiwilliges Exil nach Großbritannien.
1828 brach Michael seinen zuvor geleisteten Eid auf die Verfassungscharta, berief eine traditionelle Ständeversammlung (Cortes) ein und ließ sich von dieser als Michael I. zum König von Portugal ausrufen. Er entthronte somit seine Nichte und versprochene Braut Maria II. Er herrschte als letzter König Portugals absolutistisch. Durch diese Entwicklungen vertieften sich in Portugal die Gräben zwischen Michaels Anhängern, die sich wegen ihrer Präferenz für den Absolutismus als „absolutistas“ bezeichneten, und den Liberalen, die für eine konstitutionelle Monarchie und Maria II. als Königin waren. Michael ging mit großer Härte gegen die Liberalen vor, ihre Führer wurden ins Exil gezwungen.
Peter war allerdings nicht bereit, den Vertrauensbruch seines Bruders hinzunehmen. Er trat am 7. April 1831 auch als Kaiser von Brasilien zurück, um sich ganz den portugiesischen Wirren widmen zu können, nahm den Titel eines Herzogs von Braganza an und begab sich nach Europa. Es begann der Miguelistenkrieg, als Krieg zwischen den beiden Brüdern und Bürgerkrieg zwischen Absolutistas und Liberalen.
Am 8. Juni 1832 landete Peter mit einem liberalen Heer bei Porto und betrat somit zum ersten Mal seit 1807 wieder portugiesischen Boden. Saldanha holte er aus seinem britischen Exil zurück. Dieser übernahm den Oberbefehl über die liberalen Truppen. Gemeinsam mit dem späteren Herzog von Terceira gelang es seinen liberalen Truppen, die beiden größten Städte des Landes, Lissabon und Porto, der Kontrolle Michaels zu entreißen. Peter verbündete sich mit Großbritannien, Frankreich und Spanien zur Quadrupel-Allianz und konnte Michael in der entscheidenden Schlacht von Évoramonte besiegen. Michael musste daraufhin erneut ins Exil gehen. Peter starb kurze Zeit später, Maria II. wurde von der Cortes für volljährig erklärt und begann selbständig zu regieren.
Nachdem die Liberalen so ihren Gegner, die Absolutistas, besiegt hatten, zerfielen sie allerdings schnell in zwei Hauptgruppen. Der Gegensatz entzündete sich an der Frage, wie die Verfassung des Landes aussehen sollte. Der konservativere Teil der Liberalen, zu denen auch Saldanha gehörte, wollte an der von Peter IV. dem Lande gegebenen Verfassungscharta festhalten. Sie wurden deshalb Cartisten genannt. Der radikalere Teil der Liberalen wollten dagegen eine neue Verfassung, die sich an der liberalen Verfassung des Septembers 1822 orientierte, sie wurden Setembristen genannt. Die Königin unterstützte die Cartisten, die von 1834 bis 1836 an der Macht waren. Sie ernannte in diesen Jahren in schneller Folge cartistische Regierungen, die aber alle an der Opposition der Setembristen und internen Streitigkeiten scheiterten. Auch Saldanha wurde so im Jahre 1835 zum ersten Mal Ministerpräsident.
1836 putschte die Nationalgarde gegen die letzte cartistische Regierung des Herzogs von Terceira. Die Charta wurde außer Kraft gesetzt, die liberale Verfassung von 1822 wieder eingeführt (vgl. Septemberrevolution). Sehr gegen ihren Willen musste die Königin ein setembristisches Kabinett ernennen, das von den beiden Führern der Setembristen Manuel da Silva Passos und dem Markgrafen von Sá da Bandeira dominiert wurde. Gegen die Setembristen gab es eine Reihe von Aufständen und Putschversuchen, so z. B. im Juli 1837 den sogenannten Aufstand der Marschälle, an dem Saldanha maßgeblich beteiligt war. Der Aufstand scheiterte, Saldanha musste kurzfristig ins Exil gehen.
1838 wurde von der von den Setembristen einberufenen verfassunggebenden Cortes eine neue extrem-demokratische Verfassung erlassen. Zur Feier der neuen Verfassung wurde auch eine weitreichende Amnestie verkündet, unter die auch Saldanha fiel. Er konnte deshalb nach Portugal zurückkehren.
1842 wurde die setembristische Periode durch einen Putsch von António Bernardo da Costa Cabral, dem späteren Markgrafen von Tomar, beendet. Costa Cabral regierte das Land als cartistischer Diktator. Er wurde 1846 durch den Aufstand von Maria da Fonte gestürzt. Kurzzeitig hatte das Land mit dem Herzog von Palmela wieder eine gemäßigt setembristische Regierung; als die Königin aber glaubte, dass der Aufstand unter Kontrolle sei, ernannte sie erneut eine cartistische Regierung. Sie traute sich allerdings nicht, Costa Cabral wieder zum Ministerpräsidenten zu machen, und ernannte stattdessen Saldanha, der so von 1846 bis 1849 zum zweiten Mal als Ministerpräsident amtierte. Saldanha konnte nicht verhindern, dass das Land in einen Bürgerkrieg abglitt. In Porto konstituierte sich eine setembristische Gegenregierung. Erst mit Hilfe britischer und spanischer Truppen gelang es ihm 1847, die aufständischen Setembristen zu schlagen. Kaum war der Bürgerkrieg beendet, entließ die Königin Saldanha als Ministerpräsidenten und ernannte erneut ihren Favoriten, den im Lande äußerst unbeliebten Costa Cabral (1849). Obwohl Costa Cabral und Saldanha beide Cartisten waren, ging Saldanha jetzt auf Oppositionskurs gegen ihn, auch weil Costa Cabral in ihm seinen gefährlichsten Rivalen sah, und versuchte ihn politisch völlig kaltzustellen. 1851 kam es zu einem Aufstand von Teilen des Heeres gegen Costa Cabral. Saldanha stellte sich an die Spitze des Aufstandes, zwang Costa Cabral zum Rücktritt und wurde so von 1851 bis 1856 zum dritten Mal Regierungschef.
Inzwischen hatten sich aus den beiden liberalen Strömungen politische Parteien gebildet: aus den Cartisten wurde die Regenerationspartei, die von Saldanha geführt wurde, aus den Setembristen entwickelte sich die Historische Partei (Portugal, 1852–1876) unter dem Herzog von Loulé. 1853 verstarb die Königin, ihr Sohn bestieg als Peter V. den Thron. Zunächst führte jedoch dessen Vater Ferdinand von Sachsen-Coburg-Gotha als Prinzregent die Regierung für den noch minderjährigen König. Prinzregent Ferdinand beließ Saldanha als Regierungschef im Amt. 1855 wurde Peter V. volljährig und trat selbst die Regierung an. Wesentlich liberaler als sein Regierungschef, entließ der junge König 1856 Saldanha und ernannte eine von der Historischen Partei dominierte Regierung unter dem Herzog von Loulé.
Saldanha spielte ab diesem Zeitpunkt keine bedeutende Rolle in der portugiesischen Politik mehr. Er diente seinem Land auf verschiedenen Posten im Ausland als Botschafter.

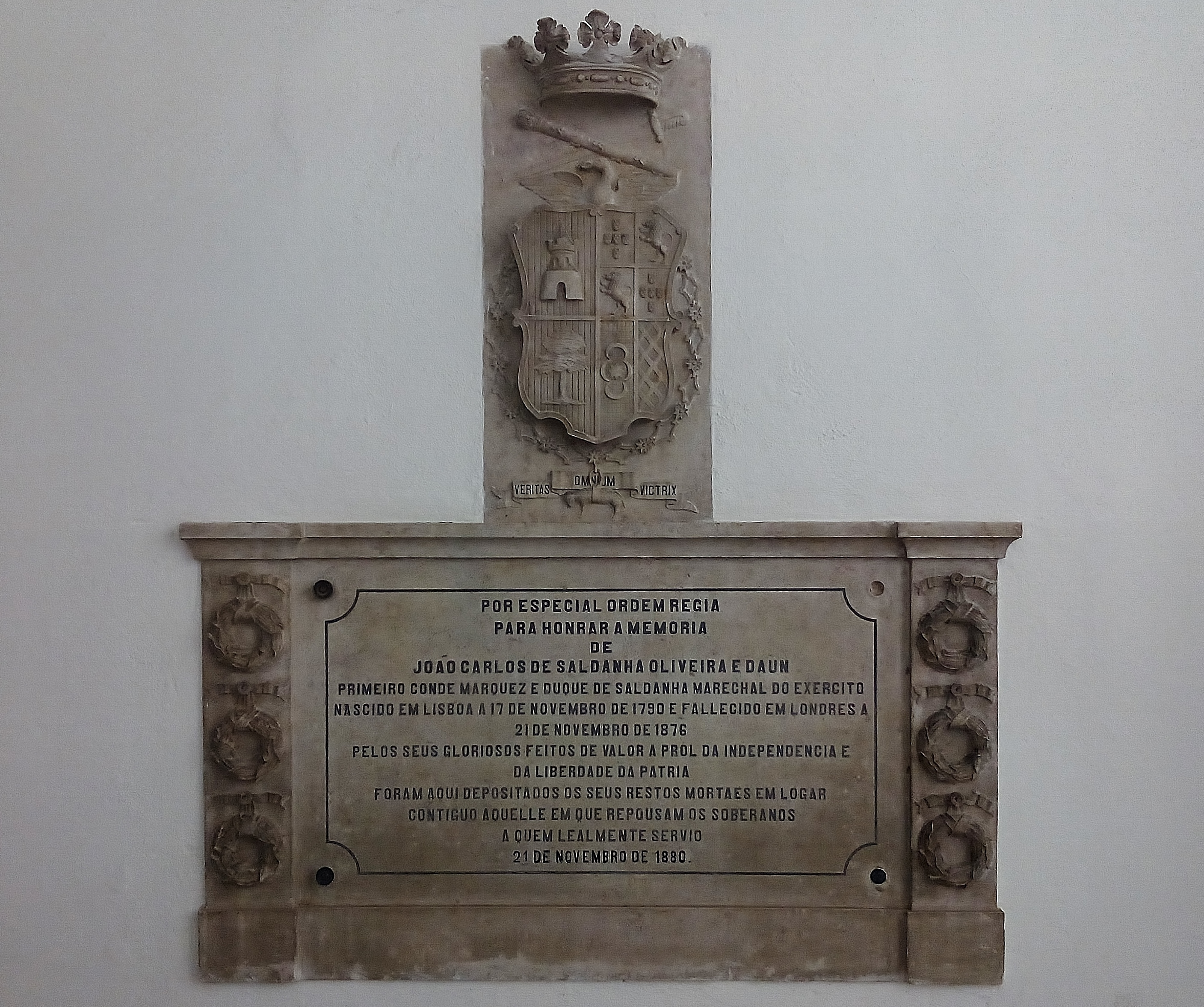
Grabnische des 1. Herzogs von Saldanha im Korridor zum Panteão da Casa de Bragança

1870 kam es dann zu der letzten, operettenhaften Regierung Saldanhas. In diesem Jahr kehrte Saldanha aus dem Ausland nach Portugal zurück. Wegen seiner großen Verdienste und da er trotz seines hohen Alters nicht bereit war, in den Ruhestand zu treten, ernannte ihn König Ludwig I. zum Kriegsminister. Der Herzog von Loulé, der zu diesem Zeitpunkt die Regierung führte, war aber nicht bereit, dem Eintritt des jetzt 80-jährigen Greises in die Regierung zuzustimmen. Saldanha putschte daraufhin am 19. Mai 1870 und zwang den König, ihn zum Regierungschef zu ernennen. Nach drei Monaten war diese Episode allerdings vorbei; Sá da Bandeira stürzte ihn am 29. August 1870. Saldanha ging als Botschafter nach London, wo er 1876 verstarb.
Der Herzog von Saldanha war zweimal verheiratet und hatte fünf Kinder.
Mit königlicher Erlaubnis wurde er im Kloster São Vicente de Fora in Lissabon bestattet, und zwar im Korridor zur königlichen Grablege Panteão da Casa de Bragança. Außer Saldanha wurde nur der 1. Herzog von Terceira zusammen seiner Gemahlin auf diese besondere Weise geehrt.